# Arga-Sala
L'Arga-Sala (in russo Арга́-Сала́?; in lingua sacha: Арҕаа Салаа) è un fiume della Russia, affluente di sinistra dell'Olenëk, che scorre nella parte settentrionale della Siberia Orientale, nei distretti Olenëkskij della Sacha (Jacuzia) ed Ėvenkijskij del Territorio di Krasnojarsk.
Nasce dalla confluenza dei due rami sorgentiferi Pravaja Arga-Sala e Levaja Arga-Sala (Arga-Sala destra e Arga-Sala sinistra) nell'estrema parte nord-orientale dell'Altopiano della Siberia Centrale; fluisce con direzione mediamente orientale e corso piuttosto tortuoso fino a sfociare nell'Olenëk a 1 528 km dalla foce, a monte del centro abitato omonimo. Il fiume ha una lunghezza di 503 km; il bacino è di 47 700 km². I maggiori affluenti sono la Kukusunda, il Kjuënelekjan e il Kjungede, provenienti dalla sinistra idrografica.
Il fiume scorre in una zona dal clima rigidissimo, che causa il congelamento perenne del suolo (permafrost) e periodi molto lunghi di gelo delle acque (ottobre-maggio); la rigidità climatica è anche all'origine dell'esiguo popolamento del bacino del fiume.